# محمد البجادي
محمد البجادي ناشط سياسي سعودي وأحد مؤسسي جمعية الحقوق المدنية والسياسية في السعودية.

## النشاط والاعتقال
في 1 سبتمبر 2007 تظاهرت مجموعة من النساء والأطفال من أهالي المعتقلين بلا محاكمة أمام مقر إمارة منطقة القصيم في مدينة بريدة، فتلت المظاهرة سلسلة اعتقالات لعدد من النشطاء من بينهم عبد الله الحامد وعيسى الحامد وأحمد الحسني ومحمد البجادي، واتهموا بالتحريض على التظاهر واستمر اعتقال البجادي من من 4 سبتمبر وحتى 1 يناير 2008.
في 9 يناير 2008 اعتقل مجددا ً وصُودرت ملفاته وجواز سفره بعد أن أجرى اتصالات بين الناشطين عبد الله الحامد ومتروك الفالح وبعد أن تحدث إلى الإعلام عن ظروف اعتقاله السابق، وأفرج عنه في 11 يناير 2008 لكنه ظل ممنوعاً من السفر.
في أكتوبر 2009 وقَّع البجادي مع عشرة نشطاء آخرين بيان التأسيسي لجميعة الحقوق المدنية والسياسية في السعودية (حسم). وفي ديسمبر 2010 تواصل البجادي مع أسرة سجين يمني مات في سجن المباحث العامة اسمه سلطان الدعيس ومع الأمم المتحدة ليرتب لنقل جثمانه إلى اليمن لتفحص جهة مستقلة سبب الوفاة.
في 20 مارس 2011 شارك البجادي في احتجاج أمام وزارة الداخلية السعودية في الرياض طالب فيه بمقابلة مساعد وزير الداخلية محمد بن نايف. في اليوم التالي وبعد عودته إلى منزله في مدينة بريدة اعتقله أفراد من قوات الأمن بعضهم يرتدون الزي الرسمي وآخرون يرتدون الزي المدني. اعتبرت منظمة العفو الدولية محمد البجادي سجين رأي، محتجزًا بسبب نشاطه في مجال حقوق الإنسان، ليس إلا وربطت جمعية حسم اعتقاله بتصعيده لقضية المعتقل اليمني الذي مات في السجن.
في 4 مارس 2012 أقيمت حملة للمطالبة بإطلاق سراح محمد البجادي على موقع التواصل الأجتماعي تويتر. في 8 و9 مارس شارك 38 حقوقيًا في إضراب علني عن الطعام دعمًا للبجادي. في 9 أبريل 2012، أصدرت جمعية الحقوق المدنية والسياسية في السعودية بيانًا قالت فيه أن محمد البجادي مضرب عن الطعام والزيارة والأتصال منذ 11 مارس 2012 وأن حالته الصحية تتدهور، في اليوم التالي نفت وزارة الداخلية السعودية ذلك وصرح منصور التركي أن «حالته الصحية جيدة».

## المحاكمة
اتهم البجادي بالعضوية في جمعية غير مرخصة و«الإضرار بسمعة الدولة» وحيازة كتب ممنوعة ودعم الاحتجاجات البحرينية. في أغسطس 2012 بدأت محاكمة البجادي أمام المحكمة الجزائية المتخصصة بـ جدة ونظر القضية عبد اللطيف العبد اللطيف. حاول موكلَيْه (محمد فهد القحطاني وفوزان الحربي) حضور إحدى جلسات المحاكمة بعد أن عرفا موعدها إلا أن القاضي منعهما من الدخول وأخبرهما أن البجادي تنازل عن حقه في توكيل محاميين وأنه اختار أن يدافع عن نفسه، لكن جمعية حسم صرحت أن البجادي نفى ذلك تماما في إتصال لاحق.
في 16 أبريل 2012 قالت منظمة العفو الدولية أن البجادي محتجز في سجن الحائر وأن القاضي عبد اللطيف العبد اللطيف أدانه في 10 أبريل بتهمة إنشاء جمعية حقوق إنسان والإضرار بسمعة الدولة ودعوة أهالي المعتقلين للتظاهر والاعتصام والتشكيك في إستقلالية القضاء وحيازة كتب ممنوعة وحكم عليه بالسجن أربع سنوات ومنعه من السفر خمس سنوات تليها.